# Голохвастов, Борис Яковлевич
Борис Яковлевич Голохвастов — московский дворянин и дипломат в правлении Ивана III Васильевича и Василия III Ивановича.

## Биография
Сопровождал в Литву великую княжну Елену Ивановну (1495). Ездил с Посольством в Польшу (1509), в Османскую империю (1515). Снова ездил с рязанскими казаками в Османскую империю к султану Селиму с поручением вызвать в Россию живших в Стамбуле детей крымского хана Ахмат-Гирея-Хромого — Уметь-Гирея и Бучак-Гирея (1519—1521). Встречал польского посла (1521). Оставил сына Ивана Борисовича.